# Dielerheide
Dielerheide ist ein Ortsteil der Stadt Weener im ostfriesischen Rheiderland. Im Ort entstand als Streusiedlung südwestlich von Stapelmoorerheide auf abgegrabenem Hochmoor. Erstmals wird er 1787 als Dieler-Hayde urkundlich genannt und hatte im Jahre 1823 62 Einwohner, die sich auf elf Häuser verteilten.